# ローランド・サンドベリ
ローランド・サンドベリ（Roland Sandberg, 1946年12月16日 - ）は、スウェーデン出身の元サッカー選手。ポジションはフォワード。

## 経歴
スウェーデンのクラブオートヴィーダベリFFで選手キャリアをスタートさせると、1973年にドイツの1.FCカイザースラウテルンへ移籍。在籍した4年間にリーグ戦117試合出場62得点を記録した。また1976年のDFBポカール準優勝に貢献した。
スウェーデン代表として1969年から1974年の間に国際Aマッチ37試合出場15得点を記録。1974年のFIFAワールドカップ・西ドイツ大会では長身FWのラルフ・エドストレームとのコンビで活躍し同国の2次リーグ進出に貢献した。
この大会のスウェーデンはエドストレームの頭にロビングを合わせ、こぼれ球を両足の確実なシュートとテクニックに優れるサンドベリが決めるスタイルを特徴としていたが、サンドベリは1次リーグのウルグアイ戦、2次リーグの西ドイツ戦で合計2得点を決めている。

## 個人タイトル
- アルスヴェンスカン得点王：2回 (1971, 1972)